# Chrysopidia (Chrysopidia) yangi
Chrysopidia (Chrysopidia) yangi is een insect uit de familie van de gaasvliegen (Chrysopidae), die tot de orde netvleugeligen (Neuroptera) behoort. 
Chrysopidia (Chrysopidia) yangi is voor het eerst wetenschappelijk beschreven door X.-k. Yang & Lin in 1997.